# ماتی رایاکیلا
ماتی رایاکیلا (به انگلیسی: Matti Rajakylä) (زادهٔ ۱۴ اوت ۱۹۸۴) شناگر اهل فنلاند است.